# William Giraldi
William Giraldi (* 11. Mai 1974 in Connecticut)
ist ein US-amerikanischer Kritiker, Essayist und Schriftsteller.

## Leben
Giraldi debütierte 2011 mit Busy Monsters als Romancier, war im gleichen Jahr mit seinem Artikel The Physics of Speed Finalist im Rahmen des National Magazine Awards in der Kategorie Essays und Kritiken und erhielt für sein Essay Freaky Beasts den Pushcart Prize. Im Jahr 2015 wurde Giraldis Roman Wolfsnächte (im Original Hold the Dark) veröffentlicht. Es handelt sich dabei um das erste in deutscher Übersetzung erschienene Buch von Giraldi. Im September 2015 wurde bekannt, dass Jeremy Saulnier die Regie für eine filmische Adaption des Romans übernommen hat. Im September soll Giraldis Roman The Hero’s Body erscheinen.
Zurzeit arbeitet Giraldi als Redakteur beim Politikmagazin The New Republic und als leitender Redakteur und Senior Fiction Editor für das Literaturmagazin AGNI an der Universität von Boston, wo er auch unterrichtet. Zudem schreibt Giraldi regelmäßig Kritiken für The New York Times Book Review.
Giraldi lebt mit seiner Frau und seinen drei Söhnen in Boston.

## Werke (Auswahl)
- 2010: Thrill Me: Barry Hannah in Memoriam (Memorandum)[12]
- 2011: Busy Monsters
- 2015: Wolfsnächte (im Original Hold the Dark, ins Deutsche übersetzt von Nicolai von Schweder-Schreiner, erschienen bei Hoffmann und Campe)[13]
- 2016: Night Of The Moose (Essay)[14]

## Auszeichnungen
- 2011: Pushcart Prize für Freaky Beasts[15]